# Tracasa Instrumental
Tracasa Instrumental (De forma acrónima iTracasa  o TRACINS) es una empresa pública del Gobierno de Navarra, fundada en 2016 y situada en la localidad navarra de Sarriguren (Valle de Egüés), especializada en la prestación de servicios en el uso de información territorial y de las tecnologías de la información.

## Sede
Las oficinas de Tracasa Instrumental se encuentran situadas en la localidad navarra de Sarriguren (Valle de Egüés).

## Historia
Tracasa Instrumental S.L. surge en el año 2016, tras realizar el Gobierno de Navarra un desdoble de la sociedad pública Trabajos Catastrales S.A. (Tracasa) en dos empresas públicas, motivado por la entrada en vigor de una directiva europea sobre libre mercado. Anteriormente, ya por el año 2002 se intentó hacer esta división, siendo el El Corte Inglés quien iba a quedarse con la parte privada, pero a última hora se retiró y no se llevó a cabo.
Actualmente está integrada en la Corporación Pública Empresarial de Navarra y está adscrita al Departamento de Universidad, Innovación y Transformación Digital del Gobierno de Navarra (Anteriormente estaba adscrita al Departamento de Hacienda y Política Financiera) junto a la sociedad pública Navarra de Servicios y Tecnologías, S.A (NASERTIC).

## Gerencia
Mar González Paredes (Pamplona, 1974), diplomada en Relaciones Laborales por la Universidad Pública de Navarra y la licenciatura de Ciencias del Trabajo por la Universidad de La Rioja, es actualmente la directora gerente de Tracasa Instrumental.

## Misión
La misión de Tracasa Instrumental es la de apoyar al Gobierno de Navarra para que sea más eficiente y seguro en sus actuaciones, contribuyendo al mejor servicio posible al ciudadano y a la sociedad.

## Visión
Tracasa Instrumental es considerado para el gobierno foral el socio tecnológico de confianza, experto en el sector de las AAPP, garante de servicios estratégicos y empresa de referencia para el desarrollo y explotación de servicios y soluciones relacionados con la mejora continua y modernización de la Administración.

## Prestación de servicios
Tracasa Instrumental es una empresa especializada en la prestación de servicios caracterizadas por la aplicación de tecnologías de la información y las comunicaciones, así como por la gestión de información territorial.

## Premios y reconocimientos
La Asociación de Mujeres Empresarias y Directivas de Navarra entregó en 2019 el Sello Reconcilia; que reconoce a las empresas navarras que aplican políticas internas en materia de conciliación, en un acto celebrado en el Palacio del Condestable de Navarra de Pamplona.